# Иррегулярные войска

Казаки и башкиры.

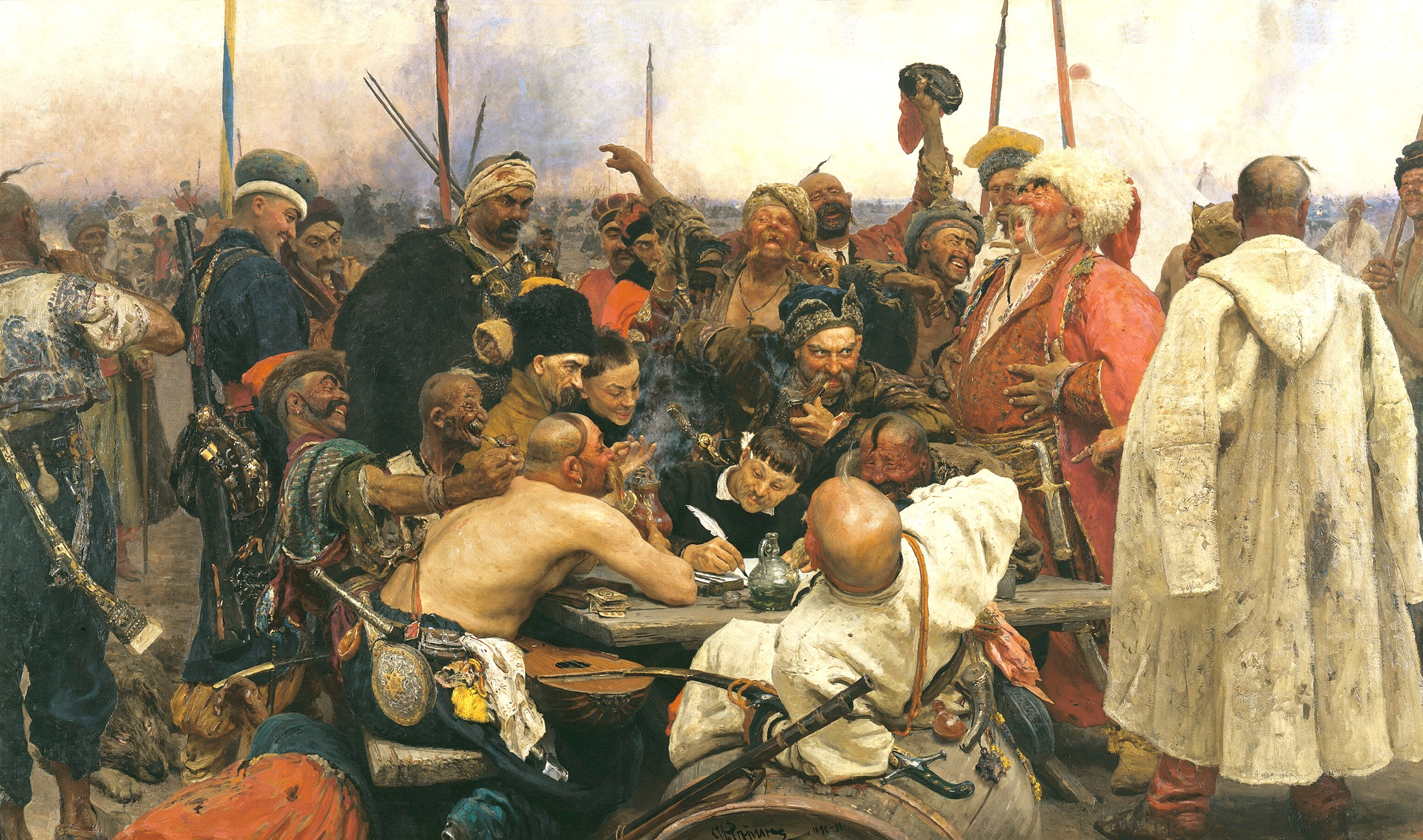
Казаки. И. Репин

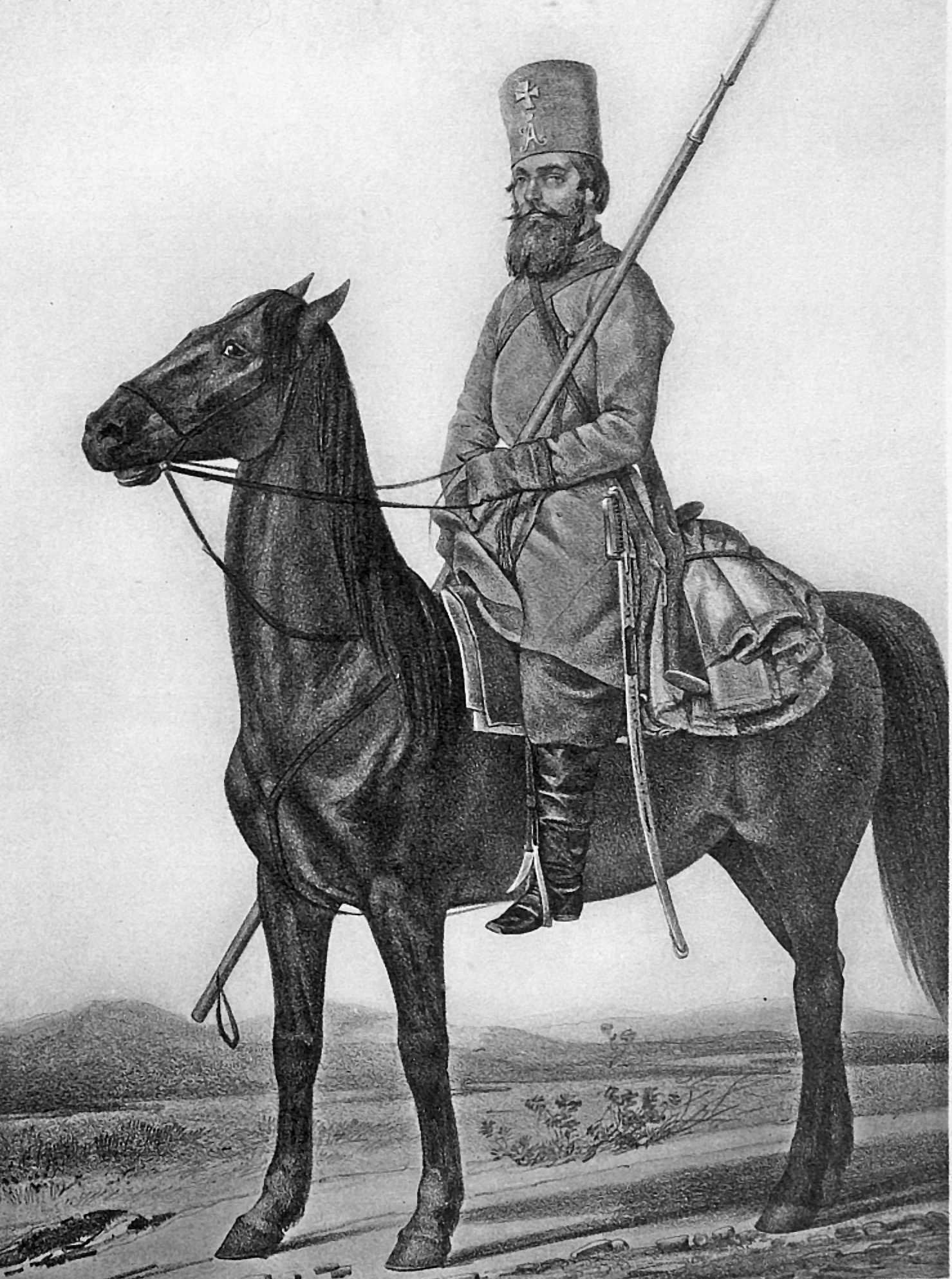
Конный казак Московского ополчения 1812 — 1831 годов.

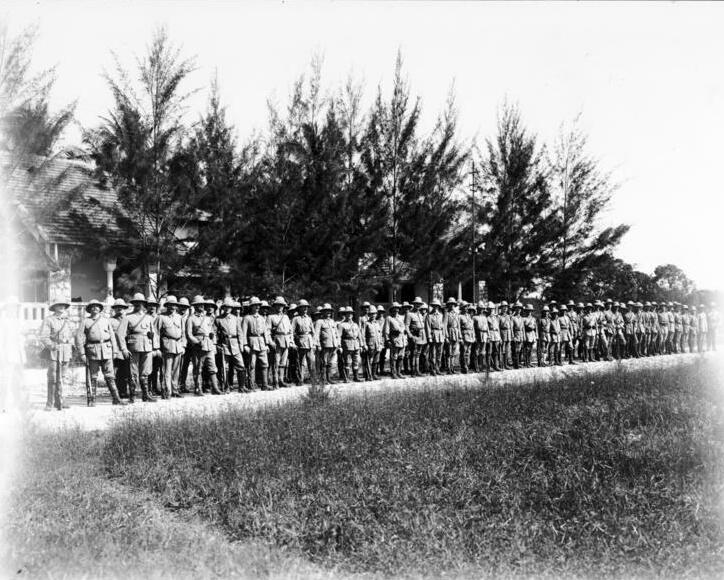
Подразделение ландштурма в Германской Восточной Африке, 1914 год.

Иррегулярные войска (от позднелатинского irregularis — неправильный) — обобщающее название воинских частей, соединений и объединений в вооружённых силах некоторых государств, не имеющие твёрдой и постоянной организации или по своему комплектованию, прохождению военной службы, обучению, воспитанию, обмундированию значительно отличающиеся от регулярных войск (иногда они сами себя обмундировывали, снаряжали, вооружали и обеспечивали лошадьми).
В отличие от регулярных войск, службу несли не всегда, а только в особый период (ранее в России (Руси) — казаки, калмыки и другие, в Польских Конфедерациях — казаки).
После Первой мировой войны 1914 — 1918 годов иррегулярные войска были упразднены во всех ведущих вооружённых силах государств мира. До этого они были в Австро-Венгрии (кроаты, пандуры), в Турции (башибузуки, черкесы, курды), а в начале XX века появились в Англии и Франции (в их колониях) — туземные войска.
В современных условиях они могут состоять из разнородных боевых формирований, народного ополчения (народной армии), военизированных отрядов различного состава и назначения. Помимо всего прочего, сегодня на иррегулярные войска возложены такие задачи, как участие в ликвидации последствий применения противником оружия массового поражения, результатов массированных ударов, проведение спасательных и аварийно-восстановительных работ, поддержание режима военного положения, а также ведение партизанской борьбы на оккупированной территории

## История

### Россия
Сухопутные силы (военные силы) Вооружённых сил Российской империи, в 1881 году, состояли из войск:
- регулярных;
- иррегулярных.

Иррегулярные формирования, как высокоманёвренные, но слабо вооружённые и недостаточно обученные для действий в строю (См. Линейная тактика) придавались частям и соединениям регулярной русской армии для выполнения специфических мероприятий для этого вида лёгкой кавалерии, разведки и наблюдения, дозоров, аванпостов, засад, набегов и рейдов по тылам и преследования разбитого бегущего противника.

«из которых первые… составляли главнейшую массу, вторые же хотя и уступали первым по своему строевому устройству, но для некоторых родов военной службы являлись более полезными, чем регулярные» — Генерал от инфантерии А. Ф. Редигер
Казачьи войска поселённые на окраинах Русского государства, для охраны и кратковременной их обороны, за свою службу исстари пользовались обширными льготами по сравнению с прочими сословиями России. 
Иррегулярные войска в России ранее состояли из:
- Казаков (казачьи войска);
- Инородческих частей[10].

С середины XVII века в походах русской армии постоянно была представлена калмыцкая конница, позднее причисленная к казачьим войскам. После создания регулярных вооружённых сил (в начале XVIII века) иррегулярные войска существовали в виде частей лёгкой кавалерии (в XVIII веке) и казачьих войск — Донского, Черноморского, Астраханского и других. В начале XX века в их состав входили также кубанская милиция, Дагестанский конный полк и Туркестанский конный дивизион.
Также к ним относились:
- Милиция
- Государственное ополчение[12]

### Австрия, Пруссия, Германия
Иррегулярные войска в Австрии, Пруссии, Германии ранее состояли из:
- Ландштурма (нем. Landsturm) — резерв вооружённых сил, который созывался только на время войны и имел вспомогательное значение. В Германии и Австрии соответствовал ополчению в России.

Обязанности службы в ландштурме подлежало всё мужское население следующего возраста:
- Австрия, 1886 год: 19 — 42 года, бывшие офицеры — до 60 лет;
- Пруссия, 1813 год: 17 — 60 лет;
- Германия, 1875 год: 17 — 42 года.

## Современные иррегулярные войска
- Нерегулярные вооружённые силы, участвующие во вторжении России на Украину
- Территориальные войска (Белоруссия)
- Территориальная армия (Великобритания)
- Территориальные войска (Казахстан)